# الغزو البريطاني

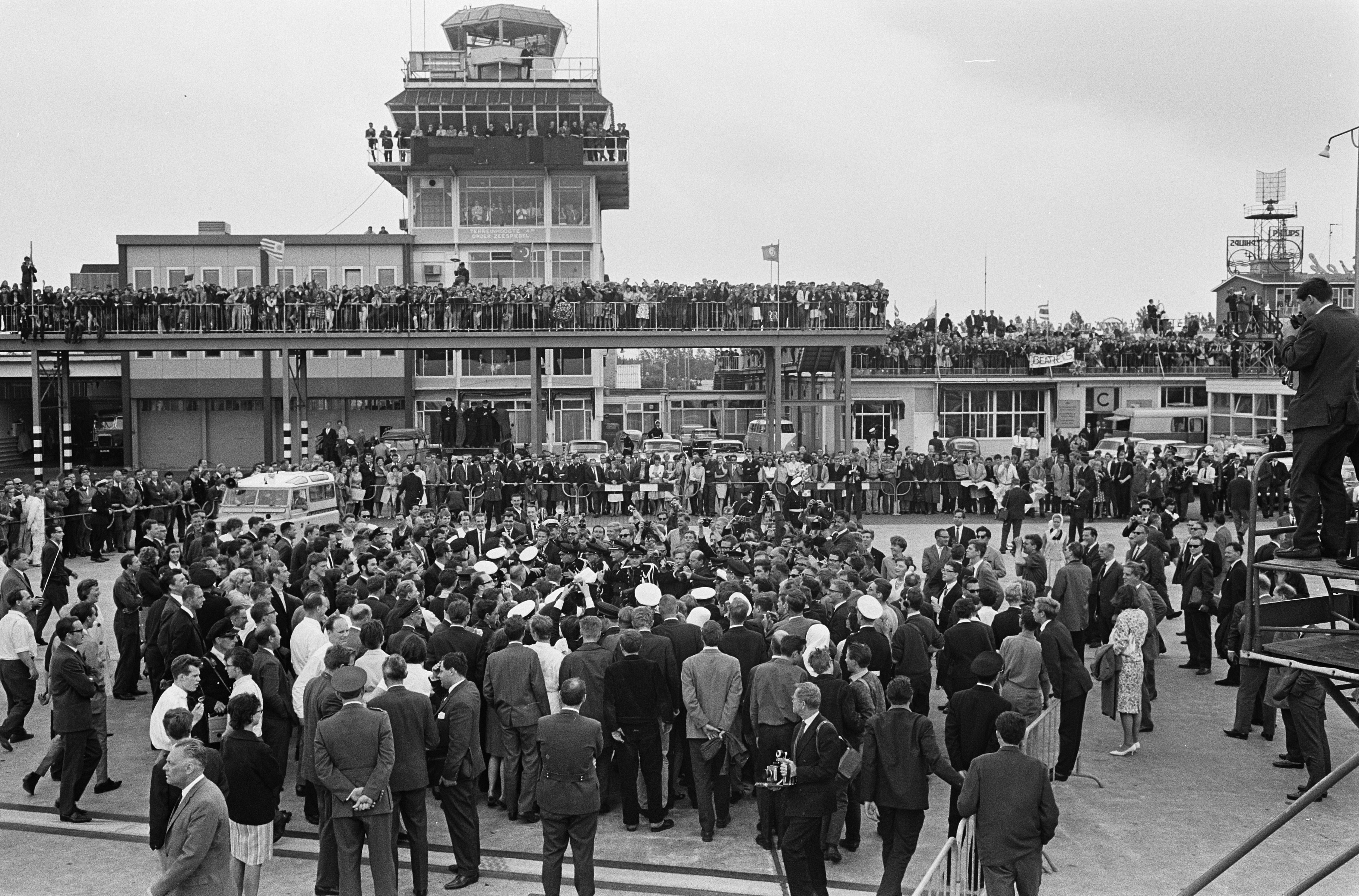
احتشد المشجعون ووسائل الاعلام على فريق البيتلز في مطار شيفول عام 1964.

كان الغزو البريطاني ظاهرة ثقافية في منتصف الستينيات من القرن العشرين، عندما اشتهرت موسيقى الروك والبوب من المملكة المتحدة والجوانب الآخر للثقافة البريطانية في الولايات المتحدة وعلى جانبي المحيط الأطلسي ذات مغزى لتزايد «الثقافة المضادة». وفرق البوب والروك مثل ذا بيلتز، وذا رولينج ستونز، وذا هو وذا كينكس، وذا ديف كلارك فايف، وهيرمانز هيرميتس، وذا هوليز، وذا سوينغ بلو جينز، وذا انيمالز، وجيري وذا بيسميكرز، كانو في طليعة «الغزو».

## الخلفية
أصبحت النغمة والصورة المتمردة لموسيقيي موسيقى الروك أند رول والبلوز الأمريكيين شائعة لدى الشباب البريطاني في أواخر الخمسينيات من القرن الماضي. في حين فشلت المحاولات التجارية المبكرة لتكرار موسيقى الروك اند رول الأمريكية في الغالب، الا ان جنون السكيفل المستوحى من موسيقى الجاز التقليدية، بموقف «افعلها بنفسك»، أنتج اثنين من أفضل 10 أغاني في الولايات المتحدة من قبل لوني دونيغان. وبدأت المجموعات البريطانية الشابة في الجمع بين أنماط بريطانية وأمريكية مختلفة في أجزاء مختلفة من المملكة المتحدة. مثل الحركة في ليفربول المعروفة باسم موسيقى البيت أو «البيت بوم».
وبينما كانت الأعمال الأمريكية تحظى بشعبية في المملكة المتحدة، الا ان القليل من الأعمال البريطانية قد حققت نجاحاً في الولايات المتحدة قبل عام 1964. وكان كليف ريتشارد، الذي كان عمله الأفضل مبيعا في الولايات المتحدة في ذلك الوقت، وقدد حققت أغنية واحدة نجاحاً ً في قائمة أفضل 40 أغنية في الولايات المتحدة مع أغنية «دمية حية» في عام 1959. إلى جانب دونيغان، كانت الاستثناءات لهذا الاتجاه هي الاغنية الأولى في الولايات المتحدة «عوف فيدرشن، حبيبة القلب» لفيرا فين في عام 1952، و «لقد حصلت على العالم كله في يديه» لوري لندن في عام 1959. وموسيقى «غريب على الشاطئ» لأكر بيلك، وموسيقى «تلستار» لعائلة تورنادو وكلاهما في عام 1962. وفي عام 1961، وصل فيلم «لنحصل معاً» للمخرج هايلي ميلز من فخ الوالدين إلى المراكز العشرة الأولى. وفي عام 1962 أيضاً، بلغ فيلم «منتصف الليل في موسكو» لكيني بول ذروته في المرتبة الثانية على المخططات الأمريكية، وأصبحت أغنية «اتذكرك» لفرانك إيفيلد هي الاغنية البريطانية التالية التي تتصدر قائمة أفضل 5، ونسخة سبرينغ فيلدز من «خيوط فضية وابر ذهبية» وصلت إلى قائمة أفضل 40 في الولايات المتحدة.
ولاحظ بعض المراقبين ان المراهقين الأمريكيين قد سئموا من أعمال البوب الفردية مثل فابيان. وكان لجماعة مودز وروكرز وهما «جماعتان» شابتان في منتصف الستينيات  من القرن الماضي في بريطانيا، تأثير في موسيقى الغزو البريطاني. وأصبحت الفرق ذات الشكل الجمالي هي الأكثر شعبية، ولكن الفرق القادرة على تحقيق التوازن بينهما (على سبيل المثال فرقة البيلتز) كانت ناجحة ايضاً.

## بيتليمانيا
في أكتوبر 1963، ظهرت المقالات الصحفية الأولى حول الهيجان في إنجلترا حول فريق البيتلز على المستوى الوطني في الولايات المتحدة. وأثار عرض الأداء الملكي المتنوع لفرقة البيتلز في 4 نوفمبر امام الملكة الام صناعة الموسيقى واهتمام وسائل الاعلام بالفرقة. وخلال شهر نوفمبر، قام عدد من مراكز الطباعة الأمريكية وبرنامجان مسائيان لشبكة التلفزيون بنشر وبث قصص عن الظاهرة التي أصبحت تعرف باسم «بيتلمان».
وفي 10 ديسمبر، أعاد مذيع اخبار سي بي أس المسائية والتر كرونكايت، الذي يبحث عن شيء إيجابي للإبلاغ عنه، إعادة عرض قصة بيتليمانيا التي بُثت في الأصل في إصدار 22 نوفمبر من قناة سي بي سي اخبار الصباح مع مايك والاس، ولكن عُلقت في تلك الليلة بسبب اغتيال الرئيس الأمريكي جون كينيدي. وبعد الاطلاع على التقرير، كتبت مارشال ألبرت البالغة من العمر 15 عاماً من سيلفر سبرينج بولاية ماريلاند رسالة في اليوم التالي لقرص الفارس كارول جيمس في المحطة الاذاعية دبليو دبليو دي سي تسأل: «لماذا لا يمكننا الحصول على موسيقى كهذه هنا في أمريكا؟» وفي 17 ديسمبر، طلب جيمس من الانسة ألبرت تقديم أغنية «أريد ان امسك يدك» على الهواء مباشرتاً. وأضاءت هواتف دبليو دبليو دي سي، وأمتلأت متاجر المنطقة بواشنطن العاصمة بطلبات الحصول على تسجيل الاغنية والذي قد نفذ من المتاجر. وأرسل جيمس الرقم القياسي إلى فرسان القرص الأخرى في جميع انحاء البلاد مما أثار رد فعل مماثل. وفي 26 ديسمبر أصدرت شركة تسجيلات كابيتول الرقم القياسي قبل ثلاثة أسابيع من الموعد المحدد. وساعد إطلاق الرقم القياسي في الوقت الذي كان فيه المراهقون في إجازة على انتشار فرقة بيتليمانيا في الولايات المتحدة. وفي 29 ديسمبر نشرت صحيفة بالتيمور صن، التي تعكس وجهة النظر الرافضة لمعظم البالغين، افتتاحية، «من الأفضل ان تفكر أمريكا في كيفية تعاملها مع الغزو. في الواقع قد تكون فرقة البتلز المقيدة بالعودة إلى الوطن» ممكن هي الشيء الوحيد. وفي العام التالي، سيكون لدى فرقة البيتلز 30 قائمة مختلفة في هوت 100.
في 3 يناير 1964، عرض برنامج جاك بير لقطات لحفل فرقة البيتلز مرخصة من هيئة الإذاعة البريطانية «على سبيل المزاح» ولكن شاهدها 30 مليون مشاهد. بينما نُسيت هذه الفرقة إلى حد كبير، وقال منتج فريق البيتلز جورج مارتن إنها «أثارت فضول الأطفال». وفي منتصف يناير 1964، ظهرت أغنية «اريد ان امسك يدك» فجأة، ثم قفزت إلى اعلى كل 40 دراسة استقصائية موسيقية تقريباً في الولايات المتحدة، مما أدى إلى إطلاق إنتاج فاب فور إلى الهائل والمتواصل. وصعدت أغنية «اريد ان امسك يدك» إلى المرتبة الأولى في 25 يناير 1964، طبعة من مجلة كاش بوكس (للبيع في 18 يناير) وفي 1 فبراير 1964، طبعة هوت 100. وفي 7 فبراير 1964، نشرت اخبار المساء على شبكة سي بي إس قصة وصول فرقة البيتلز إلى الولايات المتحدة بعد ظهر ذلك اليوم، قال فيها والتر كرونكايت؛ «الغزو البريطاني هذه المرة بالاسم الرمزي بيتليمانيا». وبعد يومين، في الاحد 9 فبراير، ظهرت الفرقة في عرض إد سوليفان. وقدرت شركة تصنيفات نيلسن أن 45 في المائة من مشاهدي التلفزيون الأمريكي في تلك الليلة شاهدوا ظهورهم.

وفقا لمايكل روس، «من السخرية نوعاً ما ان تكون أكبر لحظة في تاريخ الموسيقى الشعبية قد حدثت لأول مرة في الولايات المتحدة كحدث تلفزيوني». وكان عرض إد سوليفان لبعض الوقت «تجربة مريحة للجلوس قرب المدفأة مع ارتداء الشبشب.» لن يفهم الكثير من 73 مليون مشاهد كانوا يشاهدون في فبراير 1964 تماماً تأثير الفرقة التي كانوا يشاهدونها.
«في 1776، فقدت إنكلترا مستعمراتها الأمريكية. الأسبوع الماضي أعادهم البيتلز». – مجلة لايف.
وسرعان ما أثارت فرقة البيتلز ردود فعل متناقضة، وفي هذه العملية، أنتجوا عدداً التسجيلات الجديدة أكثر من أي شخص اخر-200 على الأقل خلال 1964-1965 وأكثر إلهاما من شائعة «بول ميت» في عام 1969.ومن بين ردود الفعل العديدة، التي كانت لصالح الهستيريا، وكانت فرقة الفتيات البريطانية كارفريز «نحن نحبك بيتلز» (رقم 39 في 11 أبريل 1964) و «انا افهمهم» لفرقة باتي كيكس بعنوان «أغنية حب لفرقة بيتلز» ورفضت الفرقة الأمريكية «ذا فور بريبس» أغنية «رسالة إلى البيتلز» (رقم 85 في 4 أبريل 1964) والممثل الكوميدي الأمريكي آلان شيرمان «البوب يكره البيتلز».
وفي 4 أبريل، احتل فريق البيتلز المراكز الخمسة الأولى على مخطط بيلبورد هوت 100 الفردي، وحتى الآن لم يحتفظ أي عمل اخر بالمراكز الأربعة الأولى في نفس الوقت. واحتلت فرقة البيتلز ايضاً المراكز الخمسة الأولى على المخطط الفردي في كاش بوكس في نفس الأسبوع، مع عكس أول مركزين من هوت 100. واستمر النجاح الهائل في الرسم البياني للفرقة، والذي تضمن ما لا يقل عن اثنين من المخططات الفردية يحتلان المركز الأول في هوت 100 خلال كل من السنوات السبع المتتالية بدءاً من 1964، حتى انفصلا في عام 1970.

## ما وراء البيتلز
بعد أسبوع واحد من دخول فريق البيتلز إلى الهوت 100 للمرة الأولى، أصبحت داستي سبرينغفيلد، بعد ان بدأت مسيرتها الفنية الفردية بعد مشاركتها في سبريغفيلد، وأصبح الحدث البريطاني الثاني الذي يصل إلى هوت 100، وبلغ ذروته في المرتبة 12 مع «انا فقط اريد ان أكون معك». خلال السنوات الثلاث المقبلة، ستظهر العديد من الأعمال البريطانية مع أغنية أمريكية واحدة تتصدر المخططات. ومع اقتراب عام 1965، ظهرت موجة أخرى من فناني الغزو البريطانيين والتي تتكون عادة من مجموعات تلعب بأسلوب أكثر شعبية، مثل هوليز أو زومبيز بالإضافة إلى فنانين يتبعون نهجاً أكثر صعوبة في القيادة يعتمد على البلوز مثل كينكس ورولينج ستونس. وفي 8 يوليو 1965، اقترب الكومنولث البريطاني أكثر مما كان عليه في أي وقت مضى من اكتساح أفضل عشرة لأفضل مائة أسبوع، حيث افتقر إلى المركز الثاني فقط بدلا من «كونت مي إن» بقلم غاري لويس وبلاي بويز. كما كاد الكومنلوث البريطاني ان يكتسح العشرة الأوائل في مخطط كاش بوكس الفردي الأسبوع الماضي، وبفتقر فقط إلى المركز السادس بدلا من «اتكل علي» في نفس العام، كان نصف 26 قطعة علوية في مخطط بيلبورد هوت 100 (بحساب «اشعر بخير» لفرقة بيتلز من عام 1964) تنتمي إلى أعمال بريطانية. واستمر الاتجاه البريطاني حتى عام 1966 وما بعده. وهيمنت أعمال الغزو البريطاني ايضاً على المخططات الموسيقية في المنزل في المملكة المتحدة.
وتأثر النمط الموسيقي لفناني الغزو البريطاني، مثل فرقة البيتلز، بموسيقى الروك اند رول الأمريكية السابقة، وهو النوع الذي فقد بعض الشعبية والجاذبية بحلول الغزو. ومع ذلك، فإن حفنة لاحقة من فناني الأداء البريطانيين البيض، ولاسيما فرقة رولينج ستونز وفرقة ذا انيملز، ستجذب المزيد من الديموغرافية الخارجية، والتي تعمل بشكل أساسي على احياء وتعميم النوع الموسيقي المتجذر في موسيقى البلوز والإيقاع والشعبية للشباب على الأقل. الثقافة السوداء، والتي تم تجاهلها أو رفضها إلى حد كبير عند أدائها من قبل فنانين أمريكيين سود في الخمسينيات. وكان الإباء والشيوخ الأمريكيون ينظرون إلى هذه الفرق الموسيقية احياناً على انها متمردة وكريهة على عكس فرق البوب الصديقة للآباء، مثل فرقة البيتلز. وستصبح فرقة رولينج ستونز أكبر فرقة بخلاف فرقة البيتلز التي خرجت من الغزو البريطاني، وتصدرت هوت 100 ثماني مرات. وفي بعض الأحيان، قد يكون هناك صدام بين نمطي الغزو البريطاني، واعمال البوب المصقولة والافعال الأكثر حزناً القائمة على البلوز بسبب التوقعات التي حددتها فرقة البيتلز. وقال إريك بوردون من ذا انيملز «لقد البسونا أكثر الأزياء غرابة. حتى أنهم كانوا سيحضرون مصمم رقص ليوضح لنا كيف نتحرك على المسرح. أعني، كان الامر سخيفاً. لقد كنا شيئاً بعيداً جداً عن الطبيعة، نعم، لقد دُفعنا للتو وقيل لنا: عندما تصل إلى أمريكا لا تتحدث عن حرب (فيتنام) لايمكنك التحدث عن الحرب. شعرنا وكأننا مكبتين».
«فريكبيت» هو مصطلح يطلق احياناً على أعمال الغزو البريطاني المرتبطة ارتباطاً وثيقاً بمشهد الموضة خلال فترة ايقاعية لندن ولا سيما فرق البلوز البريطانية ذات القيادة الأكثر صعوبة في تلك الحقبة والتي غالباً ما ظلت غامضة بالنسبة للمستمعين الأمريكيين، والذين يُنظر إليهم احياناً على أنهم نظراء إلى فرق الروك في المراب في أمريكا. وحققت فرقة أشياء جميلة وفرقة الابداع بعض الأعمال، مثل درجة معينة من النجاح في الرسم البياني في المملكة المتحدة وغالباً ما تعتبر نماذج للشكل. وحدث ظهور نمط موسيقي «روك» متجانس نسبيا في جميع انحاء العالم بمناسبة نهاية «الغزو» في عام 1967.